# Brudet
Le brudet, brodet ou brodeto est un ragoût de poisson préparé dans les régions croates de Dalmatie, de la Baie de Kvarner et d'Istrie, ainsi que sur la côte du Monténégro ; le brodetto di pesce, ou simplement brodetto (broeto en vénétien, Brudèt ad pès en romagnol, el brudèt en fanais, el brudettu en portorecanatesi, lu vrëdètte en sambenedettesi, lu vredòtte en giulianova, u' Bredette en termolesi, lu vrudàtte en dialecte vastesi) est le plat emblématique de presque toutes les villes côtières italiennes de l'Adriatique (sont célèbres les ragoûts de poisson de la Lagune vénitienne, de la Romagne, des Marches, des Abruzzes et du Molise). Il se compose de plusieurs types de poissons mijotés avec des épices, des légumes et du vin rouge ou blanc,, ou même du vinaigre. 
L'aspect le plus important du brudet est sa simplicité de préparation et le fait qu'il est généralement préparé dans une seule casserole. Il est généralement servi avec de la polenta ou du pain grillé qui absorbe le bouillon de poisson, tandis que d'autres recettes le servent avec des pommes de terre ou du pain. Les brudets peuvent varier considérablement en termes de style, de composition et de saveur, en fonction des types d'ingrédients et des modes de cuisson utilisés.